# Town 'n' Country
Pour les articles homonymes, voir Town and Country (homonymie).
Town 'n' Country est une census-designated place du comté de Hillsborough, dans l'État de Floride, aux États-Unis,. En 2020, elle compte une population de 85 951 habitants.